# Philipp zu Eulenburg
Philipp Friedrich Alexander, Fürst zu Eulenburg und Hertefeld, Graf von Sandels (Koningsbergen, 12 februari 1847 – Liebenberg, 17 september 1921) was een diplomaat en componist in het keizerrijk Duitsland die aanzienlijke invloed verwierf als de beste vriend van kroonprins en latere keizer Wilhelm II. Hij was de centrale figuur van de zogenaamde Liebenberger Kreis, een groep van Duitse aristocraten die in kunst en cultuur geïnteresseerd waren. Eulenberg speelde een voorname rol in de benoeming van Bernhard von Bülow tot rijkskanselier maar viel in ongenade in 1907 door de Harden-Eulenburgaffaire toen hij van homoseksualiteit werd beschuldigd.
Eulenberg was anti-katholiek en ontwikkelde complottheorieën, waarin de katholieke kerk protestants Pruisen en het verenigde Reich wilde ruïneren. Hij had belangstelling voor kunst en occultisme (spiritisme, seances en mediums e.d.).
Hij was antisemiet, anglofoob en groot liefhebber van de muziek van Richard Wagner. 
Eulenberg studeerde magna cum laude af en trouwde in stockholm met Augusta Sandels. In deze tijd raakte hij intiem bevriend met de Franse diplomaat, schrijver en racist graaf Arthur de Gobineau. In zijn Essai sur l'inégalité des races humaines (essay over de ongelijkheid van de mensenrassen, 1853-1855) stelde Gobineau dat de Duitsers een superieur arisch ras waren.
Als ambassadeur in Wenen raakte hij bevriend met de nationalist, antisemiet en racist Houston Stewart Chamberlain, die daar toen woonde. 
- Bibsys: 1038660
- Biblioteca Nacional de España: XX5638569
- Bibliothèque nationale de France: cb11886258n (data)
- Gemeinsame Normdatei: 118531352
- International Standard Name Identifier: 0000 0001 2025 6714
- Library of Congress Control Number: n50081495
- Nationale Bibliotheek van Letland: 000038076
- Nationale Bibliotheek van Tsjechië: mzk2011647801
- Nationale bibliotheek van Australië: 35682493
- Nationale Bibliotheek van Israël: 987007298823105171
- Nationale Bibliotheek van Polen: a0000001712786
- Nederlandse Thesaurus van Auteursnamen: 069951969
- Réseau des bibliothèques de Suisse occidentale: 02-A000058709
- LIBRIS: 185709
- Système universitaire de documentation: 026655519
- Trove: 1040517
- Virtual International Authority File: 51684065
- WorldCat: E39PBJpDP8DffK9gBFYHPv8DMP